# Exocentrus sexseriatus
Exocentrus sexseriatus är en skalbaggsart som beskrevs av Aurivillius 1908. Exocentrus sexseriatus ingår i släktet Exocentrus och familjen långhorningar.
Artens utbredningsområde är:
- Kenya.
- Zimbabwe.

Inga underarter finns listade i Catalogue of Life.